# مورچه‌گیر

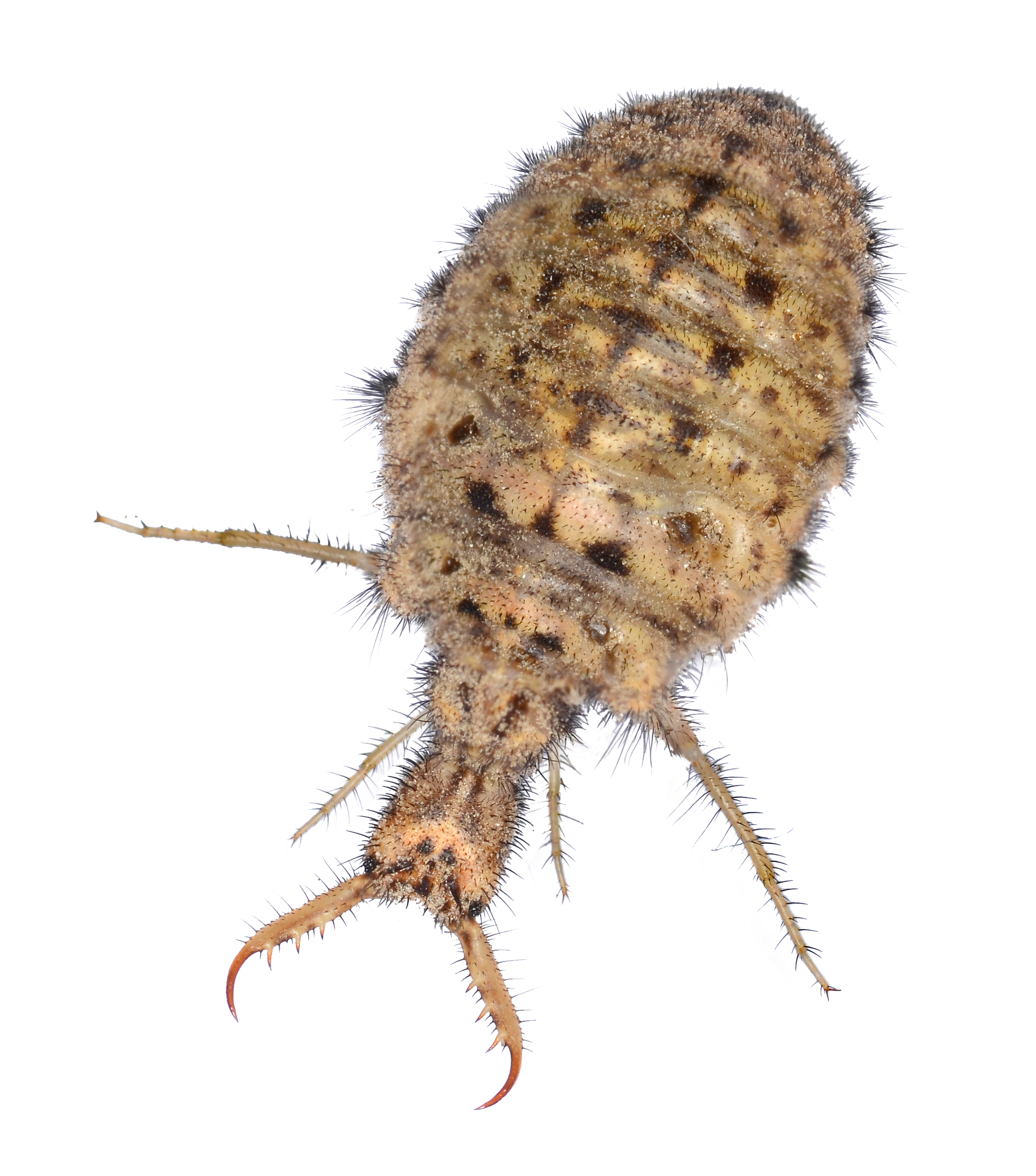
مورچه‌گیر

مورچه‌گیر (به انگلیسی: Antlion) حشره‌ای با آرواره‌های گازانبری‌شکل است که گودال کوچکی در زمین حفر می‌کند و در ته آن، در زیر خاک، به انتظار مورچه‌ها یا حشرات ریز دیگر می‌نشیند تا به درون گودال سقوط کنند. سپس آن‌ها را شکار می‌کند و از مایعات درون بدنشان تغذیه می‌کند.
گودالی که مورچه‌گیر ایجاد می‌کند دیواره‌های صاف و لغزنده‌ای دارد و به «طاس لغزنده» معروف است. از این رو به این حشره «جانور طاس لغزنده» هم گفته می‌شود.
این جانور در واقع لارو (نوزاد) حشره‌ای به نام «بال توری» از راستهٔ «بال‌توری‌ها» (Neuroptera) از خانواده «مورچه‌خوارها» (Myrmeleontidae) است.

## لارو

حشرات راستهٔ بال‌توری‌ها دگردیسی کامل دارند و «مورچه‌گیر» مرحله لاروی (نوزادی) آنان است. دهان این جانور دو عضو داس‌مانند توخالی دارد که از اتصال آرواره‌های بالا و پایین در دو طرف سر ایجاد شده‌اند و برای شکار و مکیدن مایعات بدنی طعمه‌ها به کار می‌روند. این حشره گودال کوچکی در زمین‌های شنی و خاک‌های نرم ایجاد می‌کند. هنگامی که طعمه به درون گودال می‌افتد، همزمان با تقلای آن برای خروج از گودال، مورچه‌گیر با آرواره‌های قوی خود ذرات خاک و شن را روی طعمه می‌پاشد و سپس آن را به زیر شن‌ها کشیده و از مایعات درون بدنش تغذیه می‌کند.
رشد این لارو در حدود یک تا سه سال طول می‌کشد که ممکن است در اثر آب و هوای نامناسب طولانی‌تر نیز بشود. در این مدت دو بار پوست‌اندازی می‌کند و سه نسل را طی می‌کند که در هر نسل یک چاله جدید ایجاد می‌کند. بالاخره در انتهای نسل سوم وارد دوره شفیرگی می‌شود.
این لارو دورهٔ شفیرگی را درون پیلهٔ ابریشمی طی می‌کند. ابریشمِ پیله از غده‌های بزاقی ترشح نمی‌شود بلکه از غده‌های لولهٔ مالیپگی ترشح شده و از مخرج جانور خارج می‌شوند.
این جانوران بیشتر در منطقه‌های گرم زندگی می‌کنند اما بیش از ۴۰ گونه از آنان در اروپا و آمریکا نیز یافت می‌شود.

## حشره بالغ

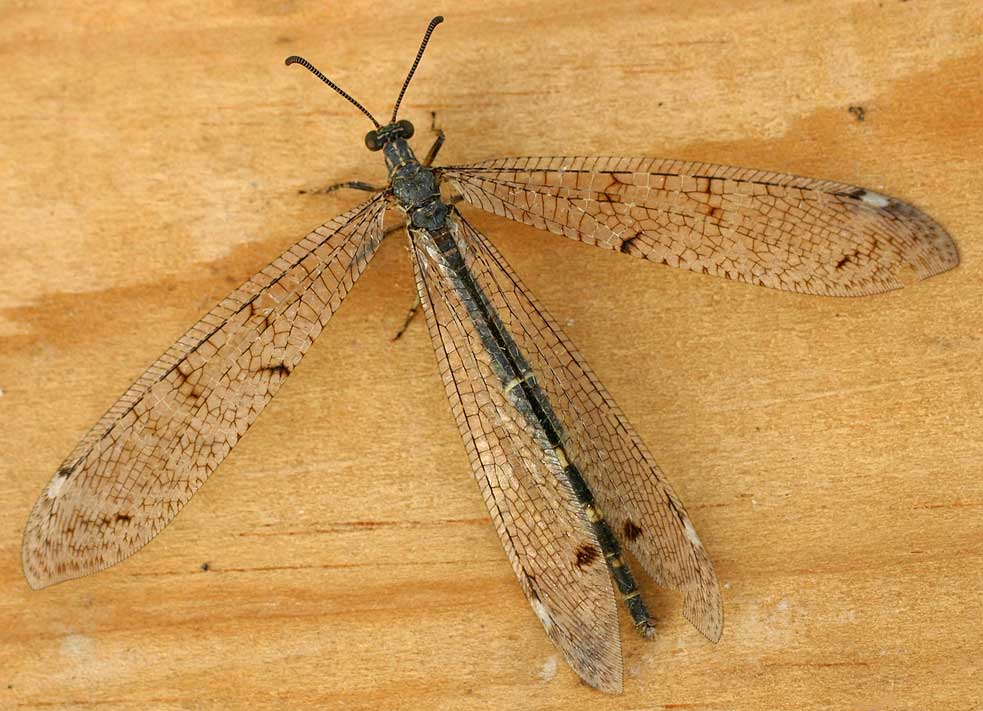
بال‌توری بالغ

حشرهٔ بالغ بال‌توری کاملاً با لاروش فرق می‌کند. این حشره شبیه سنجاقک است اما از روی شاخک‌های بلند و نحوه قرار گرفتن بال‌ها روی بدن، می‌توان آن‌ها را از سنجاقک‌ها تشخیص داد.
ویژگی‌های مشخصه آن‌ها عبارتند از: چشمان مرکب بزرگ، شاخک‌های معمولاً نخی‌شکل، پاهای دراز پنج بندی و دو جفت بال غشایی که بال‌های جلویی و عقبی از نظر اندازه و شکل یکسانند. بال‌ها از تعداد زیادی رگبال تشکیل شده‌اند که رگبال‌های طولی به وسیلهٔ رگبال‌های عرضی به هم متصل شده‌اند و ظاهر بال را شبیه تور کرده‌اند. آن‌ها هنگام استراحت بال‌ها را به شکل شیروانی بر پشت بدن قرار می‌دهند.
بال‌توری‌ها به وفور در ایران یافت می‌شوند. این حشرات از آفت‌هایی مثل شته‌ها، کنه‌ها، شپشک‌ها و مورچه‌ها تغذیه می‌کنند و برای انسان حشرات مفیدی محسوب می‌شوند.

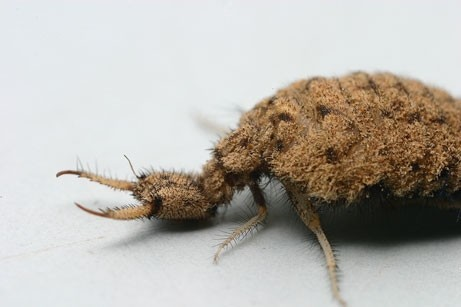
لارو
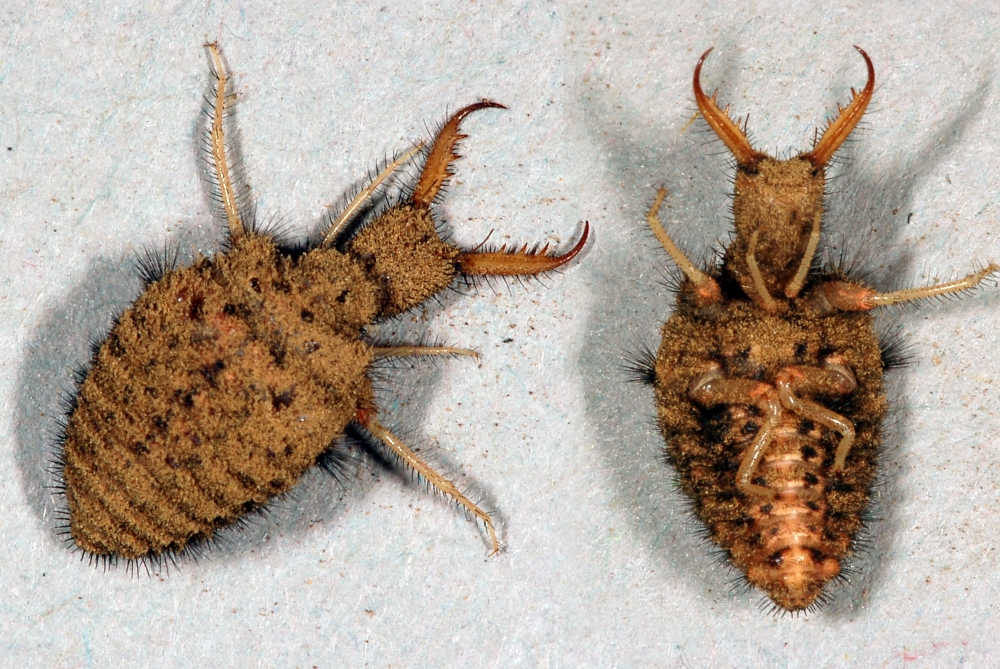
لارو
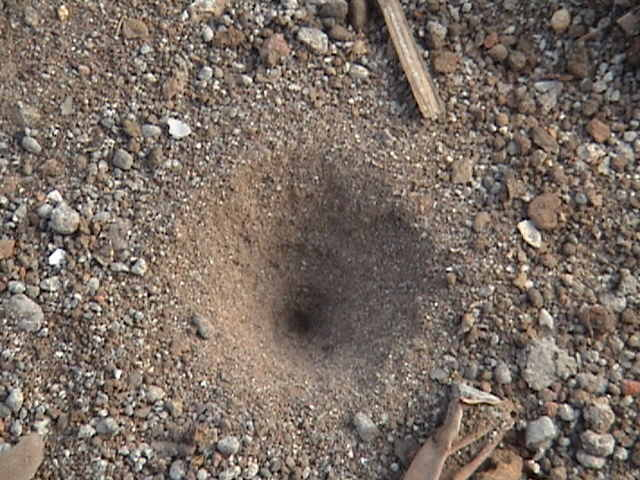
گودال مورچه‌گیر
مقیاسی از اندازهٔ مورچه‌گیر